# AMX-40
Ne pas confondre avec le concept de char de cavalerie AMX 40 conçu en 1940.
L'AMX-40 est un prototype de char de combat français, proposé pour l'exportation, il fut conçu par l'arsenal de Roanne (ARE) et les ateliers de construction d'Issy-les-Moulineaux (AMX-APX) au début des années 1980.
Tout comme son prédécesseur, l'AMX-32, il fut conçu afin de répondre à la demande croissante de chars modernes sur le marché de l'exportation au Moyen-Orient.

## Développement et production

### Contexte
L'AMX-32 n'ayant pas réussi à attirer des ventes potentielles au Moyen-Orient, le GIAT décida de concevoir un char plus lourd de classe 45 t reprenant les technologies développées pour l'AMX-32 mais utilisant un nouveau châssis rallongé doté d'une sixième paire de galet de roulement. Plus mobile, mieux blindé et mieux armé que l'AMX-32, l'AMX-40 devait combler le créneau en attendant l'arrivée sur le marché du char Leclerc, alors en développement.

### Développement initial
Le développement de l'AMX-40 a débuté en 1980. En juin 1983 le premier prototype fut dévoilé au salon d'armements terrestres Satory IX. Deux autres prototypes ont été construits en 1984 ; le quatrième et dernier prototype a été fabriqué en 1985. Ce modèle n'était pas destiné à être utilisé en France, mais à succéder à l'AMX-32, une version d'exportation améliorée de l'AMX-30. L'AMX-40 suscita l'intérêt de l'Espagne, de l'Inde et de l'Arabie Saoudite. Cependant, aucune commande ne fut passée et sa commercialisation s'acheva en 1990.
En janvier 1985, le premier prototype de l'AMX-40, le P1, a été testé à Valdahon. L'objectif était de familiariser les équipages avec le nouveau char et d'évaluer sa mobilité en terrain gras. Il s'avère que la puissance du moteur Poyaud V12 520 850 chevaux est jugée un peu juste et que l'étoile de vision du tourelleau du chef de char est à revoir.
Durant l'été 1985, le prototype P3 a été envoyé par le GIAT à Djibouti pour des essais en zone aride. Les résultats sont globalement satisfaisants mais les chenilles de l'AMX-30 sont jugées trop étroites pour supporter la puissance et le poids de l'AMX-40.
L'été suivant, en 1986, au moins un prototype de l'AMX-40 a participé à des essais dans le désert à Abou Dabi.

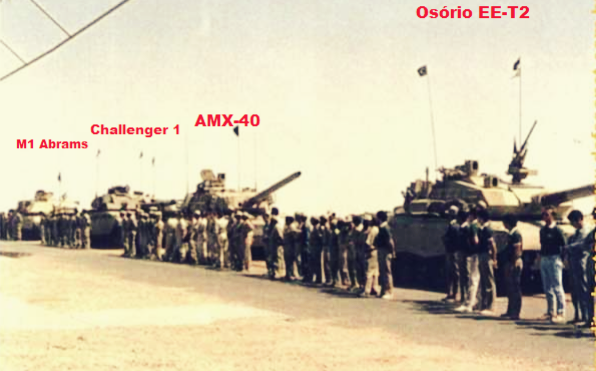
L'AMX-40 au côté du M1A1 américain, Challenger 1 britannique et EE-T2 brésilien lors d'épreuves comparatives organisée par l'Arabie Saoudite en juillet 1987.

En juillet 1987, un prototype d'AMX-40 a été envoyé en Arabie Saoudite, où il a subi une série de tests (l'armée saoudienne souhaitait à l'époque remplacer ses M60 et AMX-30S vieillissant). L'AMX-40 a donc subi une série de modifications. La puissance du V12X a été portée à 1 325 ch par l'installation d'un second turbocompresseur. Les 14 obus en nuque de tourelle sont repositionnés pointe vers l'avant, afin que le chargeur ne perde plus son temps à retourner l'obus avant de l'insérer dans la chambre. Enfin, une unité de référence inertielle a été installée sur le masque de la tourelle pour permettre le tir en marche depuis le poste du tireur, sans avoir recours à l'asservissement du viseur panoramique du chef de char.
Deux prototypes de l'AMX-40 (châssis CH4 + tourelle T2 et CH3 + tourelle T3) ont concouru aux côtés du M1A1, du Challenger 1 et du prototype P2 de l'EE-T2 Osório à Khamis Mushait et à Sharurah, près de la frontière entre l'Arabie saoudite et le Yémen. Ils ont parcouru 1 200 km sur des terrains variés tels que des routes, des dunes de sable et des rocailles. 200 obus de 120 mm (principalement des obus-flèches) ont été tirés. En général, les performances du blindé ont répondu aux attentes, mais les chenilles étroites de 570 mm de l'AMX-30 ont dépassé leurs limites mécaniques, pénalisant fortement l'image générale de l'AMX-40.

## Caractéristiques

### Mobilité

#### Motorisation
L'AMX-40 possède un moteur V12 Diesel SACM-Grossol V12XS25 de 24,69 l de cylindrée développant 1 100 ch à 2 500 tr/min. Ce moteur est basé sur le moteur Poyaud V12 520 de (850 ch). L'AMX-40 atteint la vitesse de 32 km/h en 6 secondes, le fonctionnement de son groupe motopropulseur est garanti jusqu'à une température ambiante de 50 °C.

#### Transmission et direction
Le moteur est accouplé à la boîte de mécanisme ZF LSG 3000, elle intègre une boîte de vitesses automatique à quatre rapports en marche avant et deux en marche-arrière ainsi qu'une direction hydrostatique.

#### Train de roulement

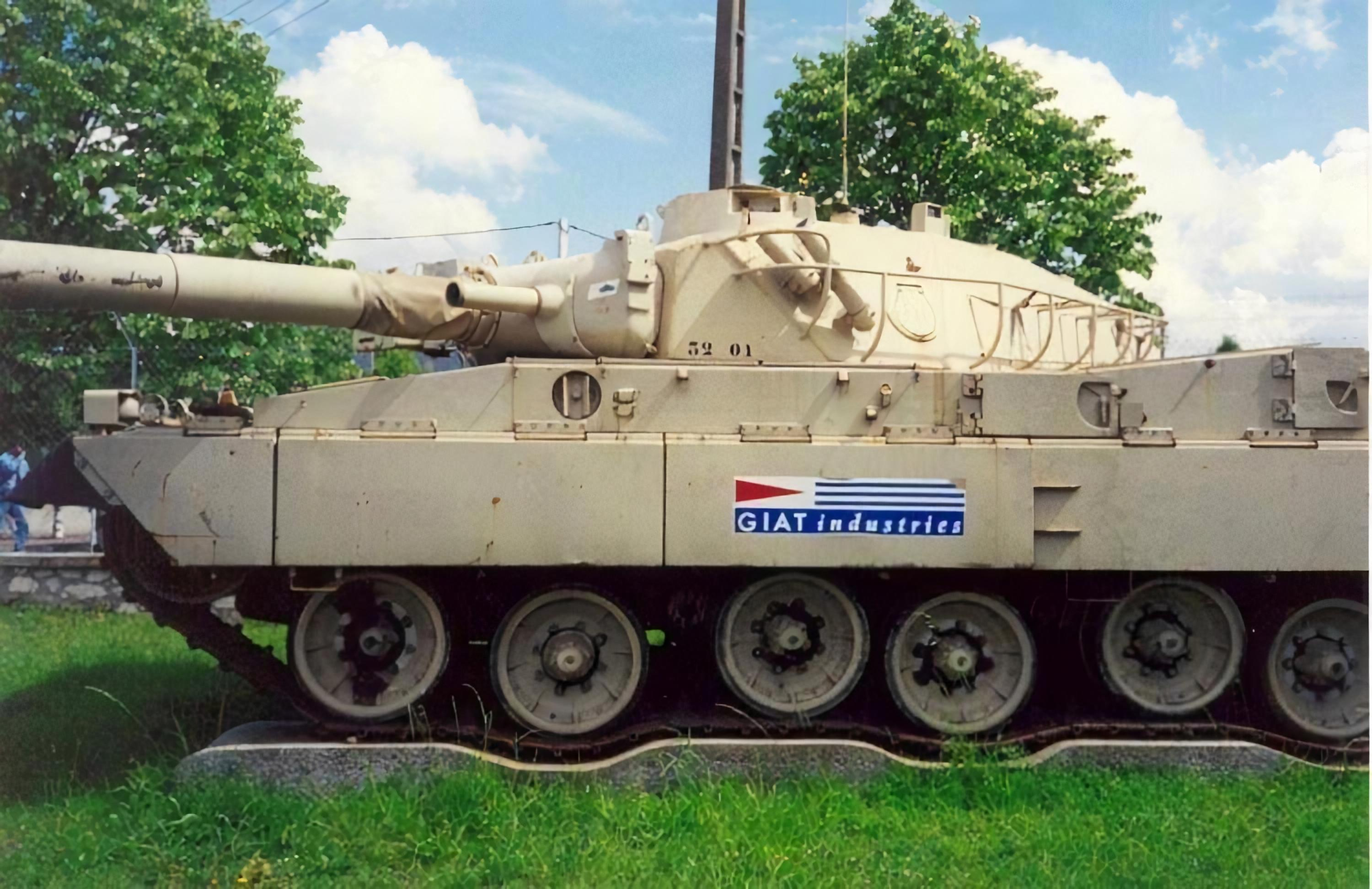
Vue de flanc d'un châssis d'AMX-40 équipé d'une tourelle d'AMX-32.

La suspension à barres de torsion est similaire à celle de l'AMX-32 mais possède un débattement vertical en compression plus important (240 mm), l'AMX-40 possède également de nouvelles butées de suspension ainsi que des amortisseurs rotatifs muni d'ailettes de refroidissement. L'AMX-40 reprend les chenilles à axes secs larges de 570 mm utilisées par l'AMX-30 et l'AMX-32.

### Protection
Pour faire face à la concurrence de l'époque, l'AMX-APX de Satory dû approfondir ses recherches en matière de blindages composites afin que l'AMX-40 ne soit pas distancé. Le masque du canon et l'avant de la caisse du char reçurent alors des caissons intégrant des Plaques Accélérées par Choc (PAC) et des tôles d'acier haute dureté.
L'AMX-40 était en mesure de résister, sur l'arc frontal, à des impacts d'obus perforants de 76 mm et de 100 mm ainsi que de roquettes antichar à charge creuse de type PG-7VL tirées depuis le RPG-7. Les flancs de la tourelle sont faites de deux plaques de blindage en configuration espacée qui offrent une protection face aux obus perforants incendiaires de 23 mm tirés à courte distance.
Au début des années 1980, ce blindage paraissait exceptionnel pour un char de ce gabarit. Dix ans plus tard, il était jugé obsolète face aux performances atteintes par les nouvelles munitions antichar.
Des pré-blindages latéraux en acier recouvrent le train de roulement.

### Armement et équipement

#### Armement principal

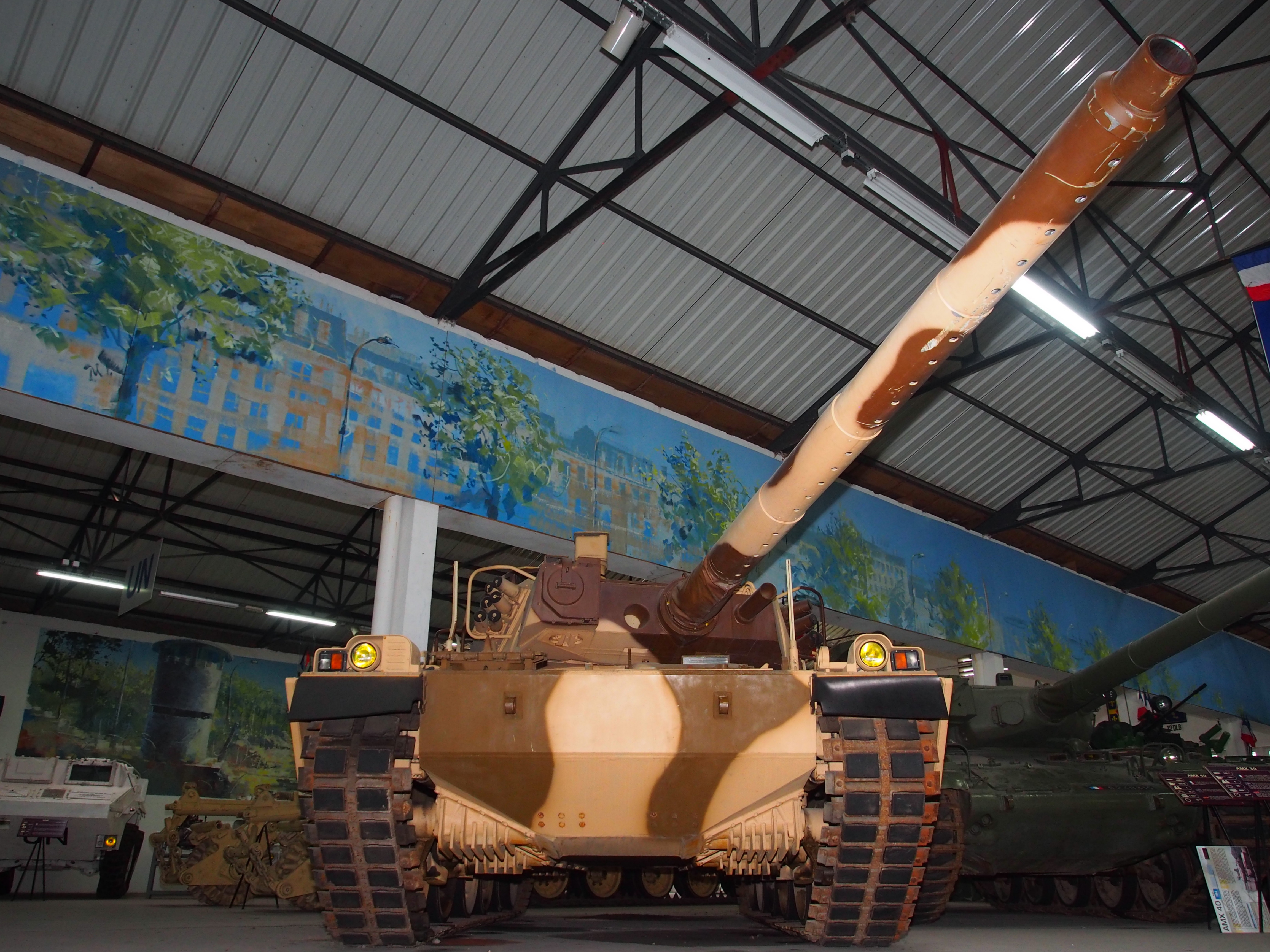
Vue du canon de l'AMX-40.

L'AMX-40 est armé d'un canon lisse CN120-25 de 120 mm appelé également Modèle G1. Le débattement du canon en site est de +20° à -8°, le pointage du canon est assuré par des moteurs électro-hydrauliques.
L'équipage est isolé des munitions stockées en tourelle, quatorze obus sont rangés dans une soute à munition située en nuque de tourelle contenant deux barillets rotatifs actionnés par le chargeur à l'aide d'une manivelle, ils contiennent chacun cinq obus, quatre autres sont rangés à droite des barillets. L'accès aux munitions de cette soute se fait par une série de clapets blindés, en cas d'incendie des munitions, l'effet de souffle est dirigée vers le haut grâce à panneau anti-explosion détachable libéré par l'explosion. Trois obus, prêts à l'emploi, sont rangées verticalement à gauche de la culasse du canon. Les dix-sept autres obus sont rangés dans un râtelier situé dans la caisse du char, à droite du pilote.
La gamme de munitions proposée à l'époque avec l'AMX-40 comprenait :
- OFL 120 G1 : un obus-flèche dont la flèche en alliage de tungstène de 3,8 kg est extrapolée de l'OFL 105 F1 de 105 mm. Cette munition possède une vitesse initiale comprise entre 1 650 m/s et 1 680 m/s et est capable de perforer une épaisseur de 420 mm[4] d'acier à blindage à 1 000 m ainsi la cible OTAN simple char lourd jusqu'à 8 000 m. La portée pratique de l'OFL 120 G1 est de 2 400 m.
- OCC 120 G1 : un obus à charge creuse empenné de 13,5 kg et possède une vitesse initiale comprise entre 1 050 m/s et 1 100 m/s.
- OXFL 120 : un obus-flèche d'entraînement à portée réduite, fabriqué en acier, il possède une vitesse initiale de 1 800 m/s.

#### Armement secondaire
Un canon-mitrailleur 20-593 Modèle F2 d'un calibre de 20 mm est monté à gauche de l'armement principal. Si nécessaire, on peut le rendre indépendant de ce dernier et le surpointer jusqu'à une élévation de 40° pour le tir contre les avions et les hélicoptères. 230 obus sont prêts à l'emploi dans une bande disposée dans une glissière d'alimentation qui entoure le poste du chargeur à l'intérieur de la tourelle tandis que 348 autres sont en réserve dans la tourelle.
Pour la défense rapprochée, le chef de char a à sa disposition une mitrailleuse de 7,62 mm Modèle F1 type C1 montée sur un affût circulaire faisant le tour du tourelleau, la mitrailleuse est télé-opérée et donc servie sous blindage. La mitrailleuse est alimentée par une bande de 650 cartouches, 1 500 cartouches sont en réserve.
Une paire de six lance-pots fumigène GALIX de 80 mm sont montés à l'avant de la tourelle.

#### Moyens d'observation et conduite de tir

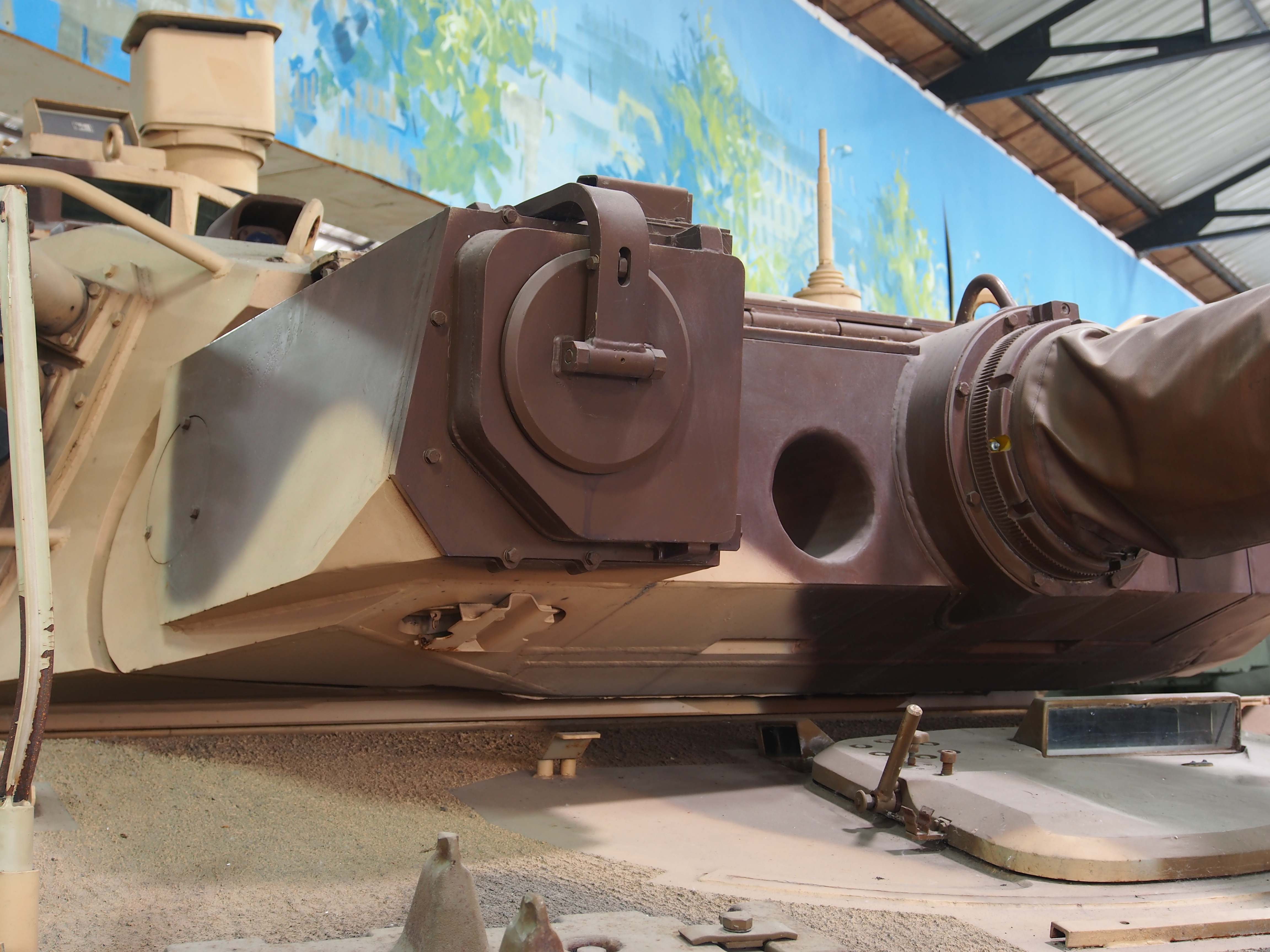
Gros plan sur le boîtier blindé abritant la caméra thermique DIVT-16 CASTOR.

L'AMX-40 reprend la conduite de tir automatique Safran COSTAC (COnduite Stabilisée de Tir Automatique pour Char) de l'AMX-32. Cette conduite de tir permet d’intervenir, véhicule à l’arrêt ou en marche, sur but fixe ou mobile dans des conditions satisfaisantes de justesse au premier coup tiré.
Le tireur dispose de :
- Un viseur télescopique monoculaire M581 avec un grossissement de ×10, il est équipé d'un télémètre laser CILAS (Compagnie industrielle des lasers) qui est couplé à la conduite de tir COSTAC.
- Un viseur monoculaire de secours (disponible en option).
- Une caméra de télévision à bas niveau de lumière (TVBNL) Thomson-CSF-Sagem DIVT 13 est montée sur le masque à droite du canon, elle possède un grossissement ×1 permet l'observation de nuit jusqu'à 1 200 m. Elle peut être remplacée par une caméra thermique DIVT 16 CASTOR (CAméra Standard Thermique d'Observation et de Reconnaissance) permettant l'observation, de jour comme de nuit, jusqu'à 4 000 m. L'image obtenue est affichée sur deux moniteurs TV (tireur et chef).

Le chef de char possède :
- Un viseur panoramique gyrostabilisé SFIM M527 est monté sur le kiosque du tourelleau TOP 7. Il possède deux voies pour l'observation de jour (grossissement ×2 et ×8) et une de nuit à intensificateur de lumière résiduelle. Le viseur M527 permet l'observation et le tir en marche presque instantanément, et ce même en mouvement grâce à l'asservissement du canon au viseur.

## Versions

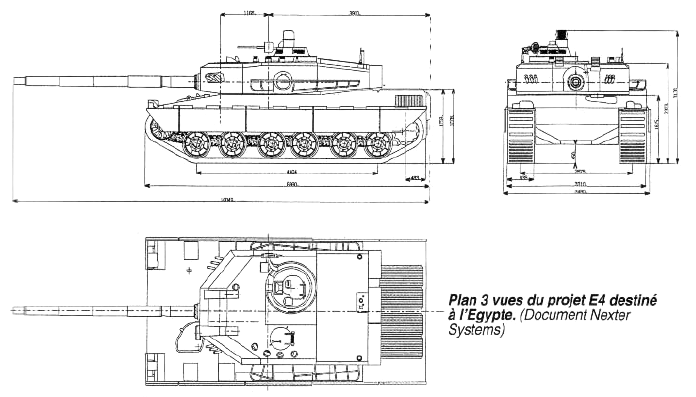
Schéma du projet E4 prévu pour l'Égypte.

- P1 : sorti de l'atelier de Satory en 1983, directement issu des travaux sur son prédécesseur, l'AMX-32 dont il reprend une version modifiée de la tourelle TMS32.
- P2 : châssis CH2 et tourelle T2. Le châssis du CH2 est modifié afin d'être équipé du groupe motopropulseur du futur char Leclerc (V8X1500). Il est finalement équipé du moteur V12XS25 de 1 100 ch (820 kW) couplé à la boîte de mécanisme LSG 3000. Le prototype P2 a été remis à la section technique de l'armée française à plusieurs reprises.
- P3 : châssis CH3 et la tourelle T3. Il était propulsé par un moteur V8 diesel allemand MTU MB 871 Ka-501[5] de 1 196 ch (880 kW) couplé à une transmission ZF LSG 3000.
- P4 : consistait uniquement du châssis CH4 utilisant la version T6 du moteur V12X développant 1 325 ch (975 kW) couplé à la boîte de mécanismes SESM ESM 500.
- P01 : premier modèle de préproduction.
- P02 : deuxième modèle de préproduction utilisant le châssis C02.
- AMX E4 : concept dérivé de l'AMX-40, étudié durant le premier trimestre 1986 pour les besoins du marché Égyptien. Le châssis aurait été allongé et élargi pour accueillir un GMP de 1 200 ch-1 300 ch, un GAP ainsi que des chenilles de 635 mm au standard OTAN. Une mitrailleuse coaxiale de 7,62 mm aurait remplacé le canon de 20 mm. La protection aurait été revue à la hausse avec un blindage sur l'arc frontal capable de résister à des obus-flèches en acier de 115 mm et des missiles antichars 9M17 Fleyta. Toutes ces améliorations auraient fait monter le poids du char à 50 t.
- AMX-40-32 : assemblage d'un châssis d'AMX-40 avec la tourelle 01 de l'AMX-32. Il fut exposé en "pot de fleur" à l'entrée du musée des Blindés de Saumur durant une période inconnue.

## Dans la culture populaire

### Jeux vidéo
Dans le jeu vidéo War Thunder on retrouve L'AMX-40 sous sa version P4 dans l'arbre de recherche français. C'est un char de rang VI et a une cote de bataille (ou B.R) de 10.0